# Jodie Swallow
Jodie Swallow (Salisbury, 23 juni 1981) is een Britse triatlete uit Loughborough. Ze werd wereldkampioene triatlon op de lange afstand en de Ironman 70.3. Ook nam ze eenmaal deel aan de Olympische Spelen, maar won bij die gelegenheid geen medailles.

## Biografie
Jodie begon met zwemmen toen ze acht jaar oud was, en won haar eerste nationale titel op een leeftijd van twaalf. In 1998 werd bij haar klierkoorts geconstateerd. Ze besloot zich op één sport te concentreren en te gaan zwemmen. Op een gegeven moment begon ze het hardlopen erg te missen en stapte op aanraden van vrienden over op de triatlon. Ze is aangesloten bij Loughborough Sports.
Haar eerste succes boekte ze in 2000 met het winnen van het Britse kampioenschap op de triatlon bij de junioren en de senioren. Drie jaar later werd ze tweede bij een ITU wereldbeker achter Michellie Jones. In 2004 deed Swallow mee aan de eerste triatlon op de Olympische Zomerspelen van Sydney. Ze behaalde een 34e plaats in een tijd van 2:15.06,78.
Ze studeerde lichamelijke oefening aan de Universiteit van Loughborough.

## Titels
- Wereldkampioene triatlon op de lange afstand - 2009
- Wereldkampioen triatlon Ironman 70.3 - 2010
- Brits kampioene triatlon - 2000, 2001, 2002
- Europees jeugdkampioene triatlon - 2000, 2001
- Brits jeugdkampioene triatlon - 2000, 2001, 2002

## Palmares

### Triatlon
korte afstand en middellange afstand
- 2000: 7e Wereldbeker 400 IM
- 2000:  EK junioren in Stein - 1:04:15
- 2000:  FISU World University Triathlon Championships - 1:59.15
- 2001:  EK junioren in Karlsbad
- 2001:  WK junioren in Edmonton - 2:04.44
- 2002: 8e Gemenebestspelen in Manchester
- 2002: 31e EK olympische afstand in Győr - 2:05.39
- 2002:  Universiteitskampioen
- 2003:  London Triathlon - 2:00.23
- 2003:  triatlon van Holten
- 2003:  triatlon van Echternach
- 2003:  ITU wereldbekerwedstrijd in Athene
- 2003: 5e ITU wereldbekerwedstrijd in Salford
- 2003: 5e ITU wereldbekerwedstrijd in Madrid
- 2003: 5e ITU wereldbekerwedstrijd in Madeira
- 2003: 7e ITU wereldbekerwedstrijd in Nice
- 2003: 7e ITU wereldbekerwedstrijd in New York
- 2004: 34e Olympische Spelen in Athene - 2:15.06,78
- 2004: DNF ITU wereldbekerwedstrijd in Salford
- 2004: 15e ITU wereldbekerwedstrijd in Tiszaujvaros
- 2007: 4e BG Triathlon World Cup - 2:03.26
- 2008:  London Triathlon - 1:59.57
- 2009  Ironman 70.3 Singapore - 4:19.10
- 2009:  London Triathlon - 1:56.53
- 2009: 15e ITU wereldbekerwedstrijd in Tongyeong - 2:05.14
- 2009: 21e ITU wereldbekerwedstrijd in Hamburg - 2:00.12
- 2009: 23e ITU wereldbekerwedstrijd in Londen - 1:56.40
- 2009: 20e ITU wereldbekerwedstrijd in Yokohama - 2:01.10
- 2009: 27e ITU wereldbekerwedstrijd in Gold Coast - 2:03.34
- 2010:  Ironman 70.3 Singapore - 4:26.32
- 2010:  WK Ironman 70.3 in Clearwater - 4:06.28
- 2010: 7e ITU wereldbekerwedstrijd in Gold Coast - 1:52.45
- 2010:  Almere Premium European Cup - 2:01.44
- 2010:  ITU Triathlon World Cup in Tongyeong - 2:01.38
- 2011:  Ironman 70.3 South Africa - 4:39.19
- 2012:  Ironman 70.3 South Africa - 4:39.01
- 2012:  Ironman 70.3 Boise
- 2012:  Ironman 70.3 Muncie - 2:14.55
- 2012: 4e Ironman 70.3 Germany - 4:42.26
- 2013:  Ironman 70.3 South Africa - 4:34.30
- 2013:  Challenge Aarhus - 4:21.16
- 2013:  Challenge Walchsee-Kaiserwinkl
- 2014:  Ironman 70.3 South Africa - 4:37.00
- 2014:  Ironman 70.3 St. George - 4:12.29
- 2014:  Ironman 70.3 Boulder - 4:07.37
- 2014:  Hy-Vee Triathlon 5150 - 1:56.09
- 2014:  WK ironman 70.3 in Mont-Tremblant - 4:11.43
- 2014:  Challenge Bahrain - 3:58.39
- 2015:  Ironman 70.3 South Africa - 4:30.54
- 2015: 4e Challenge Dubai - 4:13.35
- 2015:  Ironman 70.3 St. George - 4:21.32
- 2015: 4e Ironman 70.3 Bahrain - 3:49.08
- 2016:  Ironman 70.3 South Africa - 4:23.28

lange afstand
- 2009:  WK lange afstand in Perth - 4:07.38
- 2010:  EK lange afstand in Vitoria-Gasteiz - 6:19.02
- 2010:  Triathlon EDF Alpe d’Huez
- 2012: 6e Abu Dhabi International Triathlon - 7:10.29
- 2012:  WK lange afstand - 5:33.43
- 2013:  Ironman Germany - 8:58.43
- 2013:  Ironman Sweden - 8:54.01
- 2014:  Ironman South Africa - 9:33.59
- 2014: 7e Ironman Germany - 9:08.44 (EK)
- 2014: 4e  Ironman Hawaï - 9:10.19
- 2015:  Ironman South Africa - 9:26.56

### Duatlon
- 2010: 5e Duatlon van Lanzarote - 1:05.14

2006 Samantha McGlone ·
2007 Samantha McGlone ·
2008 Joanna Zeiger ·
2009 Julie Dibens ·
2010 Jodie Swallow ·
2011 Melissa Rollison ·
2012 Leanda Cave ·
2013 Melissa Hausschildt ·
2014 Daniela Ryf ·
2015 Daniela Ryf ·
2016 Holly Lawrence ·
2017 Daniela Ryf ·
2018 Daniela Ryf ·
2019 Daniela Ryf ·
2021 Lucy Charles-Barclay ·
2022 Taylor Knibb ·
2023 Taylor Knibb